# Duets
Duets är en amerikansk långfilm från år 2000 som regisserades av Bruce Paltrow.

## Handling
I filmen får man följa tre olika historier som leder till samma plats - en sångerska som sjunger karaoke på olika barer i väntan på att bli upptäckt, en frustrerad affärsman som tröttnar på sitt liv och sätter sig i sin bil så att han kan leta efter ett nytt och en professionell karaoke-sångare som precis återfunnit sin dotter, som han inte träffat på många år.
Tre olika historier som vävs samman under en karaoke-tävling.

## Om filmen
I filmen får man höra många klassiska poplåtar, och det är de medverkande skådespelarna som själva framför låtarna. 

## Rollista
- Maria Bello – Suzi Loomis
- Lochlyn Munro – Ronny Jackson
- Michael Rogers – Tulsa Bartender
- Huey Lewis – Ricky Dean
- Paul Giamatti – Todd Woods
- Gwyneth Paltrow – Liv
- Ian Robison – Sales Guy
- Scott Speedman – Billy